# Referéndum de independencia de Rodesia de 1964
Se llevó a cabo un referéndum sobre la independencia en Rodesia el 5 de noviembre de 1964. La pregunta planteada a los votantes fue: "¿Está a favor o en contra de que Rodesia obtenga la independencia en base a la Constitución de Rodesia de 1961?" El resultado fue una abrumadora victoria para el voto afirmativo, que fue la opción elegida por más del 90% de los votantes, aunque menos del 15% del registro de votantes era de raza negra. El primer ministro Ian Smith convocó una indaba con líderes tribales para medir el apoyo, lo que resultó en un apoyo universal entre los líderes tribales, pero Gran Bretaña no lo consideró representativo de la mayoría de la población negra, ya que los líderes tribales estaban pagados por el gobierno. Al año siguiente, el gobierno de Smith hizo una Declaración Unilateral de Independencia, convirtiendo al país en un estado de facto independiente hasta que regresó al dominio colonial británico en 1979 después del Acuerdo de la Casa Lancaster. El Gobierno británico no aceptó la independencia de Rodesia, ya que no consideraba el referéndum representativo de toda Rodesia. La participación electoral fue del 62%.